# Gora Pestelja
Gora Pestelja är ett berg i Antarktis. Det ligger i Östantarktis. Norge gör anspråk på området. Toppen på Gora Pestelja är 2 221 meter över havet.
Terrängen runt Gora Pestelja är kuperad åt nordost, men åt sydväst är den platt. Trakten är obefolkad. Det finns inga samhällen i närheten.